# Rajon Lida
Der Rajon Lida (belarussisch Лідскі раён Lidski rajon; russisch Лидский район Lidskij rajon) ist eine Verwaltungseinheit in der Hrodsenskaja Woblasz in Belarus mit dem administrativen Zentrum in der Stadt Lida. Der Rajon hat eine Fläche von 1566,74 km² und umfasst 272 ländliche Siedlungen in 12 Dorfsowjets sowie die Städte Lida und Bjarosauka.

## Geographie
Der Rajon Lida liegt zentral in der Hrodsenskaja Woblasz.

### Nachbarrajone
Die Nachbarrajone in der Hrodsenskaja Woblasz sind im Norden Woranawa, im Osten Iuje und Nawahrudak, im Süden Dsjatlawa und im Westen Schtschutschyn.

## Administrative Gliederung
| Dorfsowjets 1. Belizki Selsawet 2. Berdauski Selsawet 3. Chodarauski Selsawet 4. Dubrowenski Selsawet 5. Dsitwjanski Selsawet 6. Dwaryschtschanski Selsawet 7. Hantscharski Selsawet 8. Krupauski Selsawet 9. Maschejkauski Selsawet 10. Tarnouski Selsawet 11. Trazzjakauski Selsawet 12. Wawerski Selsawet | Städte 1. Lida 2. Bjarosauka |